# アオバナハイノキ

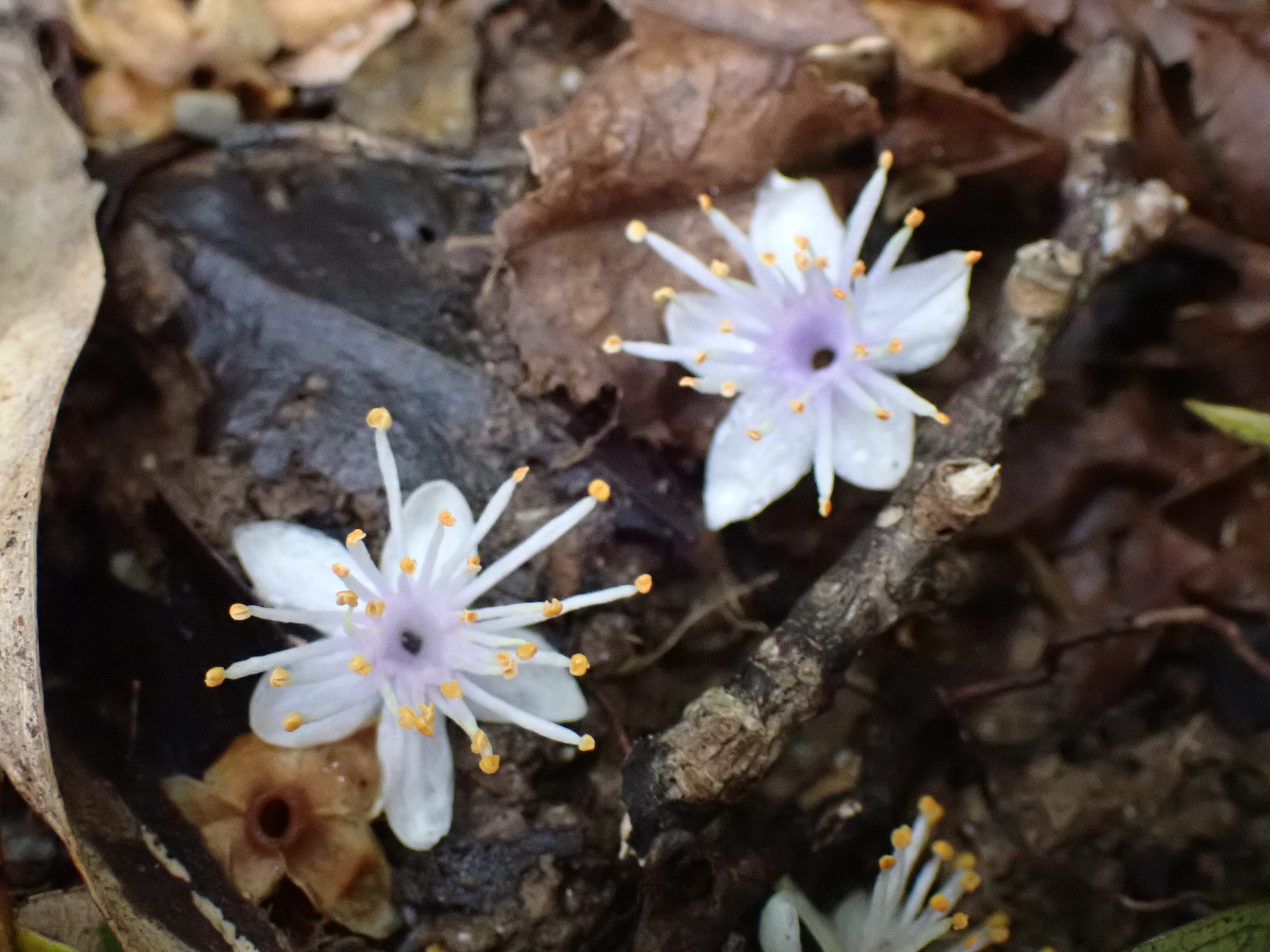
アオバナハイノキの落花（2025年2月 沖縄県名護市 名護城公園）

アオバナハイノキ（青花灰木、別名　エラブハイノキ、学名：Symplocos liukiuensis）はハイノキ科ハイノキ属の常緑高木。鹿児島県絶滅危惧I類。琉球方言名はクルボー、シキビ（沖永良部島）、シタミチクルボーなど（沖縄島）。

## 特徴
高さ3–10 mほど。幹は直立する。若枝は緑色で無毛。葉は倒卵状楕円形で長さ4–8 cm、幅1.5–3 cm、薄い革質で葉表の光沢はあまり無く、鈍鋸歯縁で側脈は4–6対、先端は短く尾状に伸び、やや鈍く尖る。紫色で長さ5 cmほどの花軸を葉腋から出し、短い花柄の先に径1 cmほどの淡青紫色の美しい花を総状花序に咲かせる。花期は沖縄島で2月中旬–3月、沖永良部島で3月下旬–4月上旬頃で、開花の多い年は淡青色の樹冠を眺めることができる。実は黒色の卵状壺型で長さ7 mm。

## 分布と生育環境
沖永良部島と沖縄島に分布。やや乾いた山地に生育する。

## 下位分類
狭義のアオバナハイノキ S. liukiuensis var. liukiuensisが沖永良部島と沖縄島に分布するのに対し、変種イリオモテハイノキ S. liukiuensis var. iriomotensisが西表島に分布する。後者は葉が薄い革質で一回り大きく（長さ7–12 cm、幅2.5–4 cm）、側脈が6–7対と多い点で前者と区別される。

## 利用
沖縄では公園樹として植栽されている。